# Кабановка (приток Неси)
Кабановка — река в России, течёт по территории Заполярного района Ненецкого автономного округа.
Длина реки составляет 34 км.
Вытекает из озера Кабаново с западной стороны на высоте 53 м над уровнем моря. Устье реки находится в 127 км по правому берегу реки Несь.
Главный приток — Северная Песчанка (Песчанка), впадает слева на 6 км.

## Данные водного реестра
По данным государственного водного реестра России относится к Двинско-Печорскому бассейновому округу, водохозяйственный участок реки бассейна Белого моря от мыса Воронов до мыса Канин Нос.
Код объекта в государственном водном реестре — 03030000312103000050991.